# Automatyczne zestawianie połączenia
Automatyczne zestawianie połączenia (ang. Automatic Link Establishment lub ALE) – ogólnoświatowy standard de facto służący do cyfrowego inicjowania i podtrzymywania połączeń radiokomunikacji krótkofalowej. Jego celem jest dostarczenie szybkiej i niezawodnej metody zestawiania połączeń między transceiverami krótkofalowymi, podczas stale zmieniających się warunków propagacji jonosferycznej, zakłóceń odbioru oraz współdzielenia widma przez zajęte lub zatłoczone kanały.